# Sigismundo da Baviera
Sigismundo da Baviera, (em alemão:  Sigismund von Bayern ou Siegmund von Bayern), (Straubing, 26 de julho de 1439; Castelo de Blutenburg, 1 de fevereiro de 1501) foi um membro da Casa de Wittelsbach, duque da Baviera-Munique de 1460 a 1467 e duque da Baviera-Dachau de 1467 até à sua morte.

## Biografia
Sigismundo era o terceiro filho do duque Alberto III, o Pio e de sua mulher Ana de Brunswick-Grubenhagen. Entre 1460 e 1467 reina sobre o ducado da Baviera-Munique conjuntamente com o seu irmão mais velho João IV da Baviera. Após a morte deste último, em 1463, reinou sozinho sobre o Ducado da Baviera-Munique.
Entretanto, o seu irmão mais novo Alberto, até então destinado à vida eclesiástica, abandona os seus votos e Sigismundo abdica do seu ducado de Baviera-Munique a favor de Alberto IV, o Sábio. Para si, conserva apenas como domínio soberano o pequeno ducado da Baviera-Dachau, centrado na cidade de Dachau, que governa até à sua morte, altura em que o seu estado é reintegrado na Baviera-Munique.
O duque Sigismundo foi um protetor das igrejas e mosteiros, estando na origem da reconstrução, em 1468, da Catedral de Nossa Senhora de Munique. Ele também ordenou o alargamento do Castelo de Blutenburg, a oeste de Munique, mandando construir a capela do castelo bem como igreja de St. Wolfgang em Pipping, não longe dali.
A renovação da residência ducal, o Alter Hof ("Corte Velha") foi também iniciada por Sigismundo que, genericamente, foi um patrono do renascimento da arte arte Gótica na Baviera. O duque residia no castelo de Blutenburg cujo parque mandou povoar com aves raras.
Sigismundo morre em 1501 e está sepultado no mausoléu do seu antepassado o imperador Luís IV, na Igreja de Nossa Senhora de Munique (Frauenkirche).

## Descendência
Sigismundo nunca se casou mas teve três filhos ilegítimos. Duma primeira amante anónima, teve:
- João (Hans) von Pfättendorf;
- Sigismundo (Siegmund) von Pfättendorf († após 1 de outubro de 1502).

Duma outra ligação, teve:
- Margarida (Margareta) († 1506) que casou primeiro com Hans Hundt († 1495) e, depois, com Christoph Pienzenauer.

## Ascendência
| Albert IV, Duque da Baviera | pai: Alberto III da Baviera               | Avô Paterno: Ernesto da Baviera                        | Bisavô Paterno: João II da Baviera                        |
| Albert IV, Duque da Baviera | pai: Alberto III da Baviera               | Avô Paterno: Ernesto da Baviera                        | Bisavó Paterna: Catarina de Gorizia                       |
| Albert IV, Duque da Baviera | pai: Alberto III da Baviera               | Avó Paterna: Isabel Visconti                           | Bisavô Paterno: Bernabò Visconti                          |
| Albert IV, Duque da Baviera | pai: Alberto III da Baviera               | Avó Paterna: Isabel Visconti                           | Bisavó Paterna: Beatriz della Scala                       |
| Albert IV, Duque da Baviera | Mãe: Ana de Brunswick-Grubenhagen-Einbeck | Avô 'Materno:' Erico I, Duque de Brunswick-Grubenhagen | Bisavô Matern: Alberto I, Duque def Brunswick-Grubenhagen |
| Albert IV, Duque da Baviera | Mãe: Ana de Brunswick-Grubenhagen-Einbeck | Avô 'Materno:' Erico I, Duque de Brunswick-Grubenhagen | Bisavó Maternal Grea: Agnes de Brunswick-Lüneburg         |
| Albert IV, Duque da Baviera | Mãe: Ana de Brunswick-Grubenhagen-Einbeck | Avó Materna: Isabel de Brunswick-Göttingen             | Bisavô Mterna: Otão I, Duque de Brunswick-Göttingen       |
| Albert IV, Duque da Baviera | Mãe: Ana de Brunswick-Grubenhagen-Einbeck | Avó Materna: Isabel de Brunswick-Göttingen             | Bisavó Materna: Margarida de Berg                         |